# Альмерія (провінція)
Альмерія (ісп. Almería) — південна провінція Іспанії в автономному співтоваристві Андалусія. Столиця — місто  Альмерія.
Провінція омивається водами Середземного моря. У провінції розташована одна з небагатьох європейських пустель.
| Іспанія | Це незавершена стаття з географії Іспанії. Ви можете допомогти проєкту, виправивши або дописавши її. |